# Nous avons toujours vécu au château (roman)
Ne doit pas être confondu avec son adaptation cinématographique Nous avons toujours vécu au château.
Nous avons toujours vécu au château (titre original : We Have Always Lived in the Castle) est un roman policier de Shirley Jackson publié en 1962.
Reprenant certaines caractéristiques du roman gothique, c'est le dernier livre publié du vivant de l'auteure avant sa mort en 1965. Édité par Pascal Covici, il est considéré comme le chef-d'œuvre de Jackson, qui l'a portée à l'apogée de sa notoriété.
Le roman présente Mary Katherine « Merricat » Blackwood, dix-huit ans, qui vit seule dans la vieille demeure familiale des Blackwood avec sa grand sœur Constance et son oncle Julian. Tous trois vivent retirés du reste du monde, méjugés par les habitants du village voisin depuis qu'un mystérieux drame, six ans auparavant, a provoqué la mort de presque tous les Blackwood.

## Résumé
Mary Katherine « Merricat » Blackwood, dix-huit ans, vit avec sa sœur aînée Constance et leur oncle malade, Julian, dans une grande maison et son vaste domaine isolé, voisin à un village de l'État du Vermont. Constance prend soin de l'oncle Julian qui, se déplaçant en fauteuil roulant, écrit et réécrit de manière obsessionnelle des notes pour ses mémoires. Aucun des deux n'ont quitté la maison et son jardin depuis six ans.
Six ans avant le début du récit, un terrible drame a frappé la famille Blackwood : les parents de Constance et Merricat, John et Ellen, la femme de Julian, Dorothy, et leur frère Thomas sont morts après avoir été empoisonné à l'arsenic lors d'un dîner, où le poison était mélangé dans le sucrier. Julian, également empoisonné, est le seul rescapé, avec Constance (qui ne mange pas de sucre) et Merricat, qui avait été punie et envoyée dans sa chambre sans déjeuner. Arrêtée et accusée de meurtre, Constance est finalement acquittée, mais est depuis lors détestée par les habitants du village qui la croient toujours coupable et qui en ont fini par exclure toute la famille.
Les trois Blackwood restants, depuis ce drame, se sont habitués à leur isolement, menant une existence retirée tranquille et heureuse. Merricat est la seule de la famille à avoir un contact avec le monde extérieur, allant jusqu'au village tous les mardis et vendredis pour faire des courses et emprunter des livres. Lors de ces escapades, elle est directement confrontée à l'hostilité des villageois, victime de ragots et moquée par des enfants qui lui chantent une comptine accusant sa sœur à propos du sucre empoisonné. 
De nature superstitieuse, Merricat protège les siens en enterrant des objets dans le jardin ou en les épinglant à des arbres de la propriété. Peu après avoir senti l'arrivée d'un changement dangereux, leur cousin Charles Blackwood se présente à la maison où il est accueilli par Constance. Conscient de l'hostilité que lui voue Merricat, il se sert de la naïveté de Constance pour s'installer dans la maison où il cherche à se débarrasser de la cadette et où les faiblesses de Julian l'agacent. À plusieurs reprises, Charles mentionne la valeur des bibelots gardés dans la demeure ainsi qu'à l'argent gardé par les sœurs dans le coffre-fort de leur père, et tente d'amadouer Constance pour lui faire quitter la maison familiale. Merricat, qui ne voit en Charles qu'une menace, essaye divers moyens occultes pour le chasser des lieux, en vain. Tyrannisé, l'oncle Julian aussi finit par ne plus supporter la présence de Charles, et le soupçonne d'être venu pour voler la fortune des Blackwood ainsi que les notes de ses mémoires.
Un soir avant le dîner, Constance envoie sa sœur se laver les mains à l'étage, et Merricat, dans un accès de colère, pousse la pipe de Charles dans une corbeille remplie de journaux. Les papiers prennent feu, et bientôt un violent incendie consume tout l'étage de la demeure familiale. Charles quitte la maison et fuit en direction du village pour demander de l'aide : les pompiers arrivent rapidement, suivis par tous les villageois qui se réjouissent du spectacle, et finissent par contrôler les flammes. L'hostilité longtemps réprimée des villageois envers les Blackwood se libère alors, et la foule se rue dans la maison qui est vandalisée et saccagée. Conduites à l'extérieur, Merricat et Constance s'enfuient dans les bois après avoir été humiliées par les habitants, laissant leur oncle Julian dans la maison où il meurt quelques minutes après d'une insuffisance cardiaque. Dans le même temps, Charles essaye de garder le coffre-fort de John Blackwood intact. Alors que les deux sœurs s'abritent sous un arbre transformé en refuge par Merricat pour la nuit, Constance avoue qu'elle a toujours su que sa sœur était celle qui avait empoisonné leur famille, et Merricat admet l'acte.
De retour dans leur maison en ruine, le lendemain, Constance et Merricat procèdent à la récupération de ce qui reste de leurs biens, condamnent les pièces trop endommagées pour être habitées et se calfeutrent dans la cuisine qu'elles nettoient. La maison, désormais dénuée de toit, est à ciel ouvert. Les deux sœurs passent une grande partie de leur temps à observer le monde extérieur à travers les quelques ouvertures laissées sur les fenêtres condamnées. Le domaine, ni fermé, ni habité, est régulièrement visité par des habitants ou gens de passage curieux. Quelques personnes reviennent dans l'espoir de faire sortir Constance de sa cachette, notamment le Dr. Levy, Helen Clark et Jim Clark, mais c'est en vain, et peu à peu plus personne ne vient les déranger. Les villageois, regrettant leurs actions, commencent à venir déposer de la nourriture devant la porte, sans pour autant jamais chercher à communiquer avec les deux sœurs. Charles revient lui aussi une dernière fois, dans l'espoir de renouer connaissance avec Constance et de soutirer des objets de valeur, mais celle-ci l'ignore et il s'y résout avec remords.
Au fil du temps, des rumeurs et des légendes se développent autour de la maison en ruine et de ses habitantes comme un véritable folklore local ; les gens viennent jouer ou déjeuner sur l'herbe du jardin, sans pour autant jamais regarder ou approcher la maison. Merricat et Constance choisissent de rester vivre seules au sein de cette ruine, et de demeurer invisibles au reste du monde.

## Personnages

### Mary Katherine «Merricat» Blackwood
Mary Katherine Blackwood, surnommée tendrement « Merricat » par sa sœur aînée, est la plus jeune membre survivant des Blackwood, et la narratrice de l'histoire. Jeune femme de dix-huit ans au caractère plutôt irrévérencieux, infantile et lunatique, elle est la seule à s'aventurer jusqu'au village pour acheter de la nourriture ou emprunter les livres à la bibliothèque. Moquée et harcelée par les habitants, elle a un lien très fusionnel avec sa sœur Constance ainsi qu'avec le chat de la famille, Jonas.
Mary Katherine est un personnage très superstitieux et rêveur, qui passe son temps à enterrer des objets sur la propriété des Blackwood pour protéger la famille des dangers extérieurs. Haïssant son cousin Charles, qu'elle soupçonne d'être un fantôme voulant du mal à ses proches, elle développe au fur et à mesure du récit des signes de psychopathie, et apparaît à la fin comme étant celle qui a empoisonné toute sa famille en mettant l'arsenic dans le sucrier servi lors d'un repas.

Le fait que Merricat soit la narratrice apporte une vision du récit peu fiable, où l'on croit suivre une jeune fille introvertie et brisée par un drame familial, mais où celle-ci se révèle finalement être un personnage presque diabolique et excessivement jaloux. La narratrice contrôle ce que l'on sait d'elle, ce qui amène le lecteur à développer une empathie pour une jeune fille qui n'a pas hésité à assassiner toute sa famille et à laisser sa propre sœur être jugée à sa place sans jamais ressentir le moindre regret. Ainsi, les premières lignes du roman où Mary Katherine se présente dévoilent avec une vérité latente le véritable caractère de la cadette Blackwood : une tueuse psychopathe.
« Je m’appelle Mary Katherine Blackwood. J’ai dix-huit ans, et je vis avec ma sœur, Constance. J’ai souvent pensé qu’avec un peu de chance, j’aurais pu naître loup-garou, car à ma main droite comme à la gauche, l’index est aussi long que le majeur, mais j’ai dû me contenter de ce que j’avais. Je n’aime pas me laver, je n’aime pas les chiens, et je n’aime pas le bruit. J’aime bien ma sœur Constance, et Richard Plantagenêt, et l’amanite phalloïde, le champignon qu’on appelle le calice de la mort. Tous les autres membres de ma famille sont décédés. »

### Constance Blackwood
Sœur aînée de Merricat, Constance Blackwood est une femme de vingt-huit ans au caractère agoraphobe. Recluse dans la maison des Blackwood depuis la mort de la plupart de ses membres, c'est elle qui fut arrêtée pour meurtre après le drame, avant d'être acquittée. Elle reste cependant méjugée par les habitants du village qui la croient encore coupable, et certains enfants se plaisent même à chanter une comptine pour se rire d'elle et de son « acte » :
« Merricat, dit Connie, veux-tu une tasse de thé ?
Oh, non, fit Merricat, tu vas m'empoisonner.
Merricat, dit Connie, voudrais-tu fermer l'œil ?
Dans un trou au cimetière, au fond d'un vieux cercueil ! »,
Grande cuisinière qui aime que tout soit toujours bien en ordre et bien nettoyé, elle est la seule à s'occuper de son oncle Julian. Amadouée par son cousin Charles, qui lui ouvre les yeux sur la situation de sa famille, elle s'amourache de lui avant de se rendre compte de sa nature égoïste et profiteuse. Elle a un caractère très protecteur et conciliant envers sa sœur cadette et n'hésite pas à prendre sa défense, même si elle la sait depuis toujours coupable de l'assassinat de leur famille.

### Julian Blackwood
Julian Blackwood est l'oncle de Constance et Merricat, frère de John Blackwood (leur père) et d'Arthur Blackwood (père de Charles). Il fit partie des membres à ingurgiter l'arsenic, mais est le seul à s'en être sorti vivant. Faible et malade, il conserve de graves séquelles de l'empoisonnement et doit se déplacer en fauteuil roulant. Sa femme, Dorothy, est aussi morte durant le drame. D'un caractère plutôt excentrique, Julian a pour passe-temps principal de prendre des notes sur l'incident, dans l'espoir de rédigé ses mémoires. Vieilli et rédigeant obsessionnellement, il perd souvent la notion du temps ou de l'espace, signes de sénilité. Tout comme sa nièce Constance qui se charge de lui, il n'a plus quitté la maison familiale depuis le drame.

### Charles Blackwood
Cousin de Constance et Merricat, Charles retourne chez les Blackwood après la mort de son père qui, jusque-là, l'avait interdit de prendre contact avec eux. Créant une relation étroite et presque intime avec Constance, il est vu d'un mauvais œil par Merricat et Julian : Merricat le voit comme une menace pour Constance et la maison, tandis que Julian pense qu'il veut s'accaparer de leurs biens et lui dérober les notes de son mémoire. Mielleux avec Constance dont il profite de la naïveté, Charles se révèle être un personnage égoïste, profiteur, vaniteux et cupide.

## Réception
Le Time a inclus Nous avons toujours vécu au château dans sa liste des « dix meilleurs romans » (Ten Best Novels) de l'année 1962.
En mars 2002, le Book Magazine classe le personnage de Mary Katherine Blackwood à la soixante-et-onzième place dans sa liste des « 100 meilleurs personnages de fiction depuis 1900 » (100 Best Characters Since 1900).

## Analyse
Le thème de la persécution de personnes qui manifestent une « altérité » au sein d'un décor rural de la Nouvelle-Angleterre est au premier plan de Nous avons toujours vécu au château, et un thème récurrent dans l'œuvre de Shirley Jackson, notamment dans Maison hantée, La Loterie ou encore la nouvelle Le Cadran solaire. Dans beaucoup de ses œuvres, les personnages principaux vivent dans des maisons reculées et coupées du reste du monde, que ce soit physiquement, socialement ou idéologiquement. Dans son introduction de l'édition Penguin Classics, en 2006, Jonathan Lethema a déclaré que le village voisin à la maison des Blackwood et celui dans La Loterie était « assez reconnaissable comme étant celui de North Bennington, Vermont » où Jackson et son mari ont rencontré un fort « antisémitisme réflexif et anti-intellectualisme ». Toute l'œuvre de Jackson crée une atmosphère d'étrangeté et de contact avec ce que Lethem appelle une « vaste intimité avec le mal quotidien », et montre comment cette intimité peut à la fois affecter tout un village, une famille et une personne dans son individualité. À cela s'ajoute, dans Nous avons toujours vécu au château, une exploration de l'amour et de la dévotion familiale malgré le malaise et la perversité omniprésents des personnages qui traversent l'histoire : l'absence totale de jugement de Constance sur sa sœur et son crime est présentée d'une façon normale et banal, trahissant l'amour et le souci profond voire jaloux dont Merricat fait preuve à l'égard de Constance.
Le roman a été décrit par le biographe de Shirley Jackson, Judy Oppenheimer, comme un « hymne à l'agoraphobie », dont les propres états nerveux et agoraphobes de l'autrice ont grandement influencé l'œuvre. Jackson a admis que les deux jeunes femmes dans l'histoire étaient des versions fictives de ses propres filles, et Oppenheimer a noté que Merricat et Constance étaient comme le « Yin et le Yang du propre intérieur de Shirley ». Jackson elle-même décrit les deux sœurs comme « les deux moitiés de la même personne »,.
Écrit dans un langage simple mais trompeur, guidé par un narrateur peu fiable, le roman explique que les deux héroïnes choisissent de vivre pour toujours dans les trois pièces restantes de leur maison, car elles préfèrent la compagnie de l'autre à celle de n'importe quel étranger. Jonathan Lethem appelle ce retour à cet état pré-Charles le « triomphe » de Merricat, qui parvient à conserver l'amour de sa sœur pour elle seule.

## Éditions françaises
La première édition du livre paraît en France en 1972 sous le titre Nous avons toujours habité au château, aux éditions Christian Bourgois dans la collection « PJ ». Une réédition est faite par la Librairie des Champs-Élysées dans leur collection « Le Masque fantastique » en 1979, puis une seconde réédition par l'Union générale d'éditions en 1990. En 2012, une nouvelle traduction est faite par Jean-Paul Gratias et publiée sous le titre Nous avons toujours vécu au château aux éditions Payot et Rivages dans leur collection « Rivages/Noir ».

## Adaptations

### Théâtre
Le livre a été adapté en pièce de théâtre en 1966 par Hugh Wheeler, avec Heather Menzies, Shirley Knight et Alan Webb. La pièce est jouée du 19 au 26 octobre 1966 au Théâtre Ethel Barrymore, à Broadway.

### Cinéma
Nous avons toujours vécu au château a été adapté pour a première fois au cinéma par Stacie Passon et Mark Kruger en 2019, avec Taissa Farmiga dans le rôle de Mary Katherine Blackwood.